# Wolfgang Reich
Wolfgang Reich (2 agosto 1979) è uno schermidore tedesco, specializzato nella spada. Ha vinto una medaglia d'argento al Campionato mondiale di scherma 2003.